# Siponto-Ragwurz
Die Siponto-Ragwurz (Ophrys sipontensis) blüht im April.

## Merkmale
Diese Orchidee sieht der Schwarze Ragwurz (Ophrys incubacea) ähnlich. Es ist eine mehrjährige krautige Pflanze. Vor allem die langen Haare an den Lippen und die dunkle Lippenfarbe findet man bei beiden Arten. Unterschiede bestehen jedoch z. B. in der Größe der Blüten, außerdem sind deren Kelchblätter weißlich bis rosalila und die seitlichen Kronblätter rosa bis braunrot gefärbt.
Die Chromosomenzahl beträgt 2n = 36 oder 38.

## Standort und Verbreitung
Man findet die Siponto-Ragwurz auf Magerrasen und -weiden mit mäßig trockenem und kalkhaltigen Böden bis zu einer Höhe von 600 Metern NN. Diese Art kommt endemisch in Italien am Südhang und am Südfuß des Monte Gargano vor.